# محمد صبري
محمد صبري، مواليد 7 إبريل 1974 في مدينة بلبيس بالشرقية، لاعب كرة قدم مصري معتزل، كان يلعب لنادي الزمالك.

## روابط خارجية
- محمد صبري على موقع الاتحاد الدولي (مؤرشف)  (الإنجليزية)
- محمد صبري على موقع قاعدة بيانات كرة القدم.إي يو (الإنجليزية)
- محمد صبري على موقع ناشيونال فوتبول تيمز (الإنجليزية)